# 马诺河联盟
马诺河联盟（MRU）原为始创于1971年10月3日马诺河宣言，由利比里亚和塞拉利昂两国组成。它以马诺河命名（马诺河始于几内亚高地，形成利比里亚和塞拉利昂之间的边界）。 1980年10月25日，几内亚加入该组织后，改用现名，2006年3月1日，科特迪瓦成为该组织第四个成员国。
该联盟的目标是“通过在经济，社会，技术，科学和行政领域共同关心的问题上积极合作和相互协助，加速我们四国的经济增长，社会进步和文化进步”。但是，由于两个原始MRU国家内部的冲突（塞拉利昂内战、第一次利比里亚内战和第二次利比里亚内战（1999-2003）），导致这些目标无法实现。 

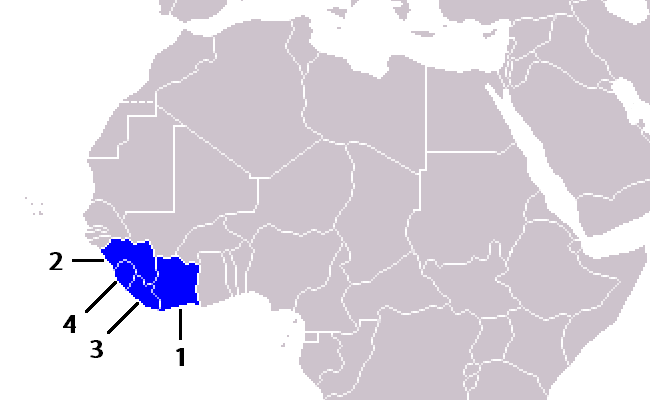
马诺河联盟成员国：1、科特迪瓦；2、几内亚；3、利比里亚；4、塞拉利昂

## 组织结构
马诺河联盟秘书处设在塞拉利昂弗里敦，同时也在利比里亚的蒙罗维亚，几内亚的科纳克里设有办事处。2016年4月，联盟宣布计划组建一个马诺河联盟议会，四个成员国的立法者将致力于协调有关区域重要事项的国家立法。

## 组织历任秘书长
- 西里尔·A·布莱恩特（1974-1978）
- 伊尔内斯特·伊斯特曼（英语：Ernest Eastman）（1978-1983）
- 奥古斯塔斯·F·卡内（1983-1987）
- 阿布多莱伊·达洛（1988-2005）
- 阿布拉哈姆·伯瑞（2007-2010）
- 哈比比·达洛（2010-2011）
- 萨拉·达拉芭·卡芭（英语：Hadja Saran Daraba Kaba）（2011-2017）
- 门德尼亚·维斯赫（2017-2022）
- 玛利亚·G·哈里森（2022-现在）